# Огюст Лефранк
Огюст Лефранк (фр. Pierre Charles Joseph Auguste Lefranc; 2 лютого 1814, Бюсьєр — 14 січня 1878, Сюрен) — французький драматург, автор водевілів.

## Біографія
Молодою людиною Огюст Лефранк приїхав до Парижа отримувати юридичну освіту.
В Парижі того часу постійно проходили виставки наймодніших художників, відкривались нові театри — драматичні і музичні — опери, балету, оперети, кабаре. Це під впливом двоюрідного брата — драматурга Ежена Скріба, п'єси якого ставили паризькі театри, захопило Огюста Лефранка.
Огюст Лефранк недовго залишався адвокатом. У ньому прокинувся літературний дар, і він публікував свої невеличкі оповідання в паризьких газетах і журналах. У 1836 році в паризькому театрі Пантеон (фр. Théâtre du Panthéon) був поставлений його перший водевіль «Жінка, що впала з неба» (фр. Une femme tombée du ciel) — в тому, що п'єса була поставлена, не обійшлося без допомоги знаменитого двоюрідного брата.
У редакціях газет, де продовжував публікації своїх гуморесок Огюст Лефран, він познайомився з Еженом Лабішем та Марком Мішелєм. Молоді люди вирішили об'єднати свої зусилля на літературній ниві і разом писати водевілі. Так в 1837 році з'явився драматург Поль Дандре, за псевдонімом якого ховалися три майбутніх прославлених водевіліста. Головним в цьому колективі став Огюст Лефранк — оскільки одна його п'єса вже була поставлена. Ежен Скриб охоче допомагав «Полю Дандре» в просуванні, він зрозумів, що має справу з трьома талановитими людьми, яким підтримка потрібна лише на перший час — щоб познайомити з директорами театрів. «Поль Дандре» довго не проіснував, склавши кілька водевілів, прийнятих до постановок, які отримали визнання глядачів, — драматургічний союз розпався, кожен з трьох авторів продовжив працювати самостійно. Дружні стосунки авторів не припинялися. Вони ще не раз зустрічалися в написанні загальних п'єс та співпрацювали з іншими драматургами.
Огюст Лефранк став автором майже п'ятдесяти творів і після розпуску асоціації «Поль Дандре». Багато працював у співавторстві з іншими драматургами.
Помер 15 грудня 1878 в своєму заміському будинку в Сюрен у 64-річному віці.